# Шамбли (Уаза)

Шамбли (фр. Chambly) — город на севере Франции, регион О-де-Франс, департамент Уаза, округ Санлис, кантон Мерю. Расположен в 35 км к юго-востоку от Бове и в 40 к северу от Парижа, у  автомагистрали А16 "Европейская". На западе города находится железнодорожная станция Шамбли линии Париж-Трепор.
Население (2018) — 10 174 человека.

## История
Следы первого поселения на месте нынешнего Шамбли относятся к VI веку. В IX веке оно было разрушено норманнами. Затем Шамбли принадлежал графам де Бомон, которые даже осмеливались бросать вызов королям. В результате в 1103 году город был осажден и затем взят штурмом армией Людовика VI.
В 1248 году в город приехал король Людовик IX в сопровождении своего камергера Пьера де Шамбли. На короля было совершено покушение, но Пьер принял удар на себя. Тем не менее, Людовик был ранен, и опасавшаяся за его жизнь мать, королева Бланка Кастильская, пообещала построить в Шамбли церковь, если король выздоровеет. Так в Шамбли появилась церковь Нотр-Дам.
Во время Столетней войны бургундцы сделали Шамбли свой штаб-квартирой. Позднее, в период Религиозных войн, так же поступил и Генрих Наваррский. Следов этих событий в городе не осталось, поскольку большая часть зданий погибла при сильном пожаре в XVIII веке.
При делении Франции на департаменты в 1790 году Шамбли должен был войти в состав департамента Сена и Уаза, но, в конечном счете, отошел к департаменту Уаза, как считается, из-за вечного соперничества с городом Бомон-сюр-Уаз. 

## Достопримечательности
- Церковь Нотр-Дам XIII-XIV веков в готическом стиле
- Часовня Святого Альбина XIV века в романском стиле
- Павильон Конти XVIII века
- Шато Шамбли XVII века
- Место археологических раскопок со следами поселения эпохи Каролингов

## Экономика
Структура занятости населения:
- сельское хозяйство — 0,4 %
- промышленность — 13,6 %
- строительство — 7,6 %
- торговля, транспорт и сфера услуг — 62,0 %
- государственные и муниципальные службы — 16,4 %

Уровень безработицы (2017) — 12,8 % (Франция в целом — 13,4 %, департамент Уаза — 13,8 %). 

Среднегодовой доход на 1 человека, евро (2018) — 22 600 (Франция в целом — 21 730, департамент Уаза — 22 150).

## Демография
Динамика численности населения, чел.

## Администрация
Пост мэра Шамбли с 2013 года занимает член Социалистической партии Давид Лазарю (David Lazarus). На муниципальных выборах 2020 года возглавляемый им левый список победил в 1-м туре, получив 63,08 % голосов.
| Период | Период | Фамилия       | Партия                             | Примечания                                                                                                 |
| ------ | ------ | ------------- | ---------------------------------- | --- |
| 1969   | 1976   | Рене Кантье   | Объединение в поддержку Республики | футболист, нотариус, член Генерального совета департамента, депутат Национального собрания Франции         |
| 1977   | 1995   | Бернар Годе   | Коммунистическая партия            | |
| 1995   | 2013   | Мишель Франсе | Социалистическая партия            | специалист по коммуникациям, член Генерального совета департамента, депутат Национального собрания Франции |
| 2013   |        | Давид Лазарю  | Социалистическая партия            | |

## Города-побратимы
- Акате, Италия
- Шамбли, Канада

## Галерея

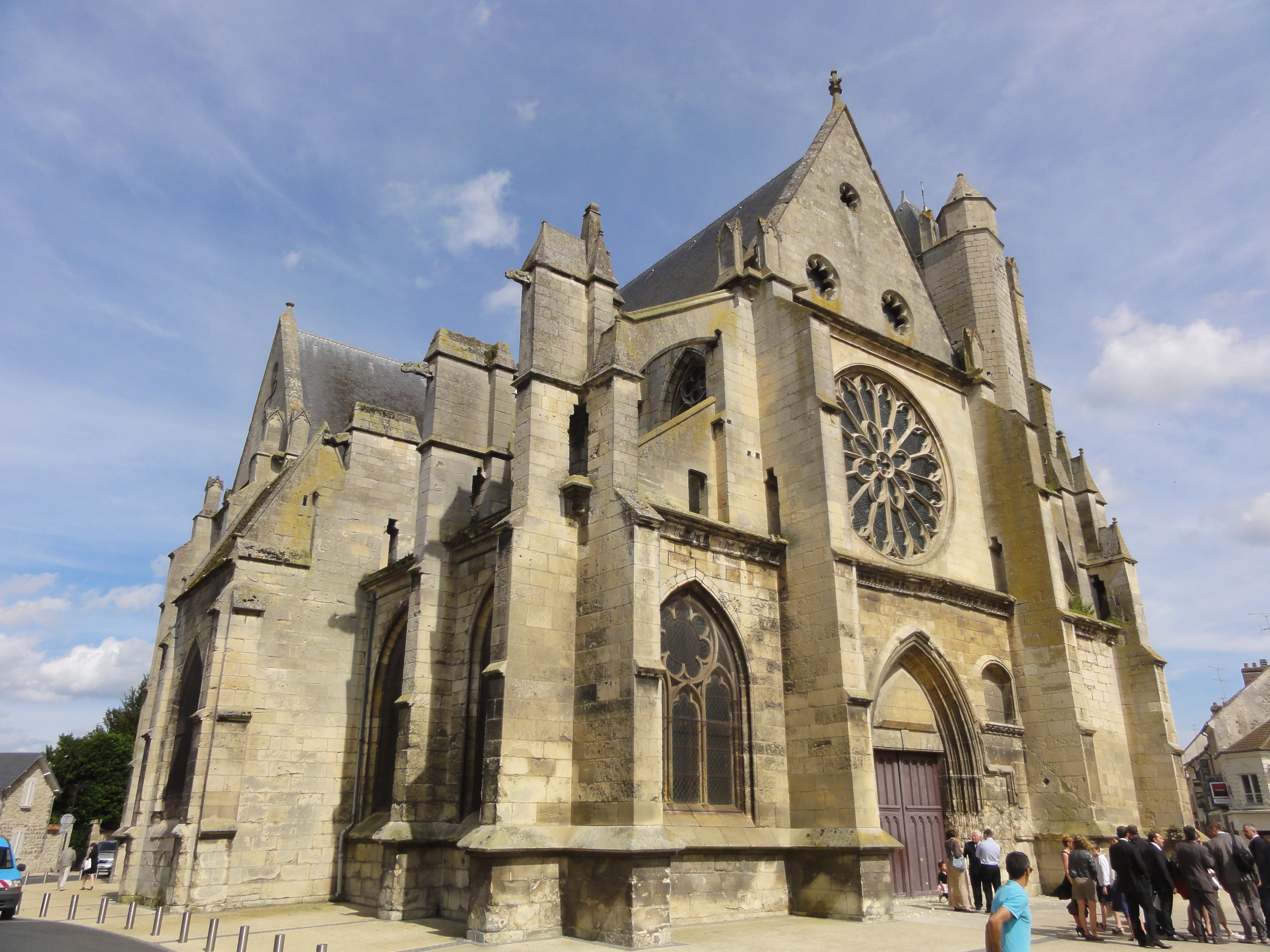
Церковь Нотр-Дам
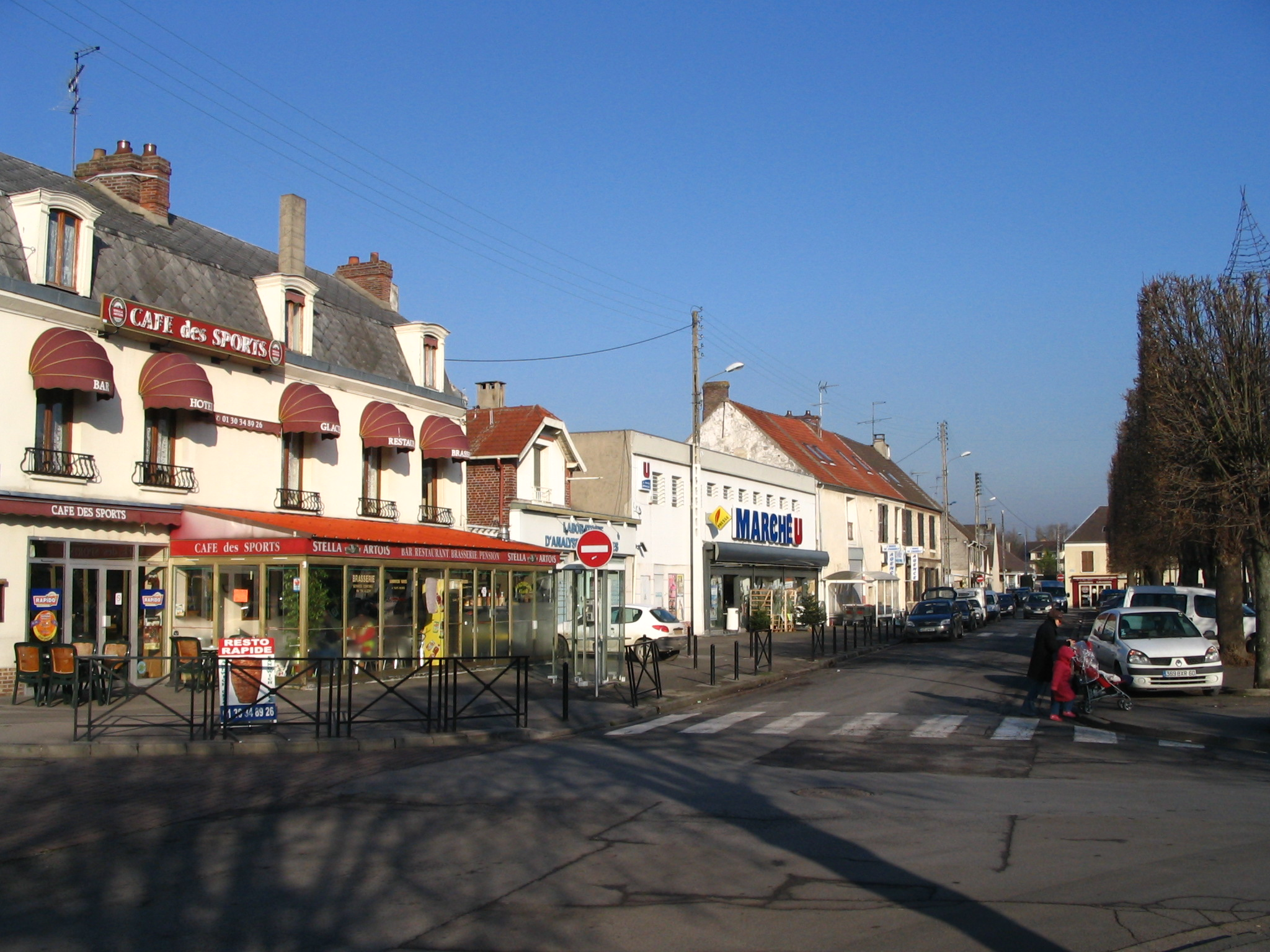
Площадь Шарля де Голля
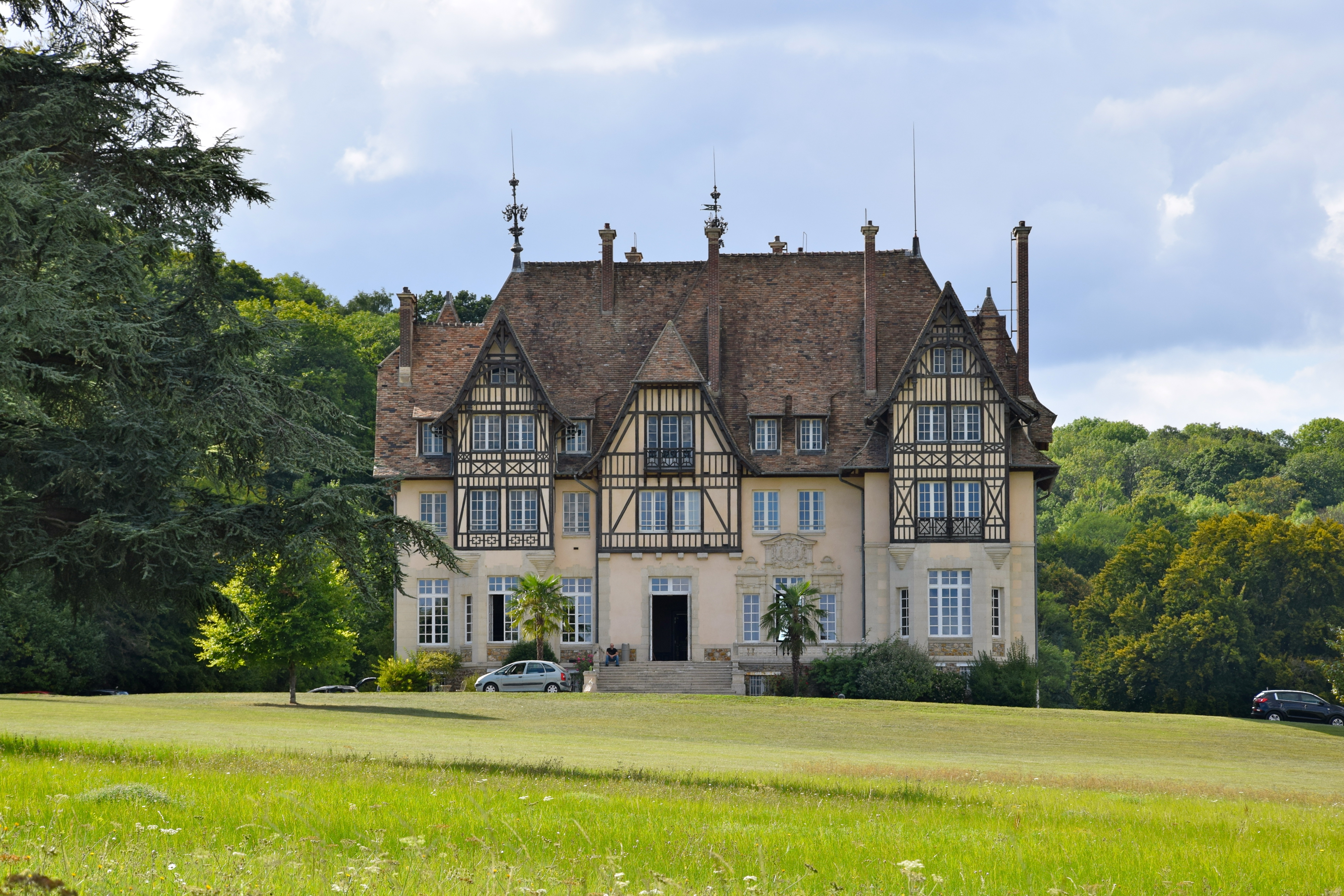
Шато Шамбли
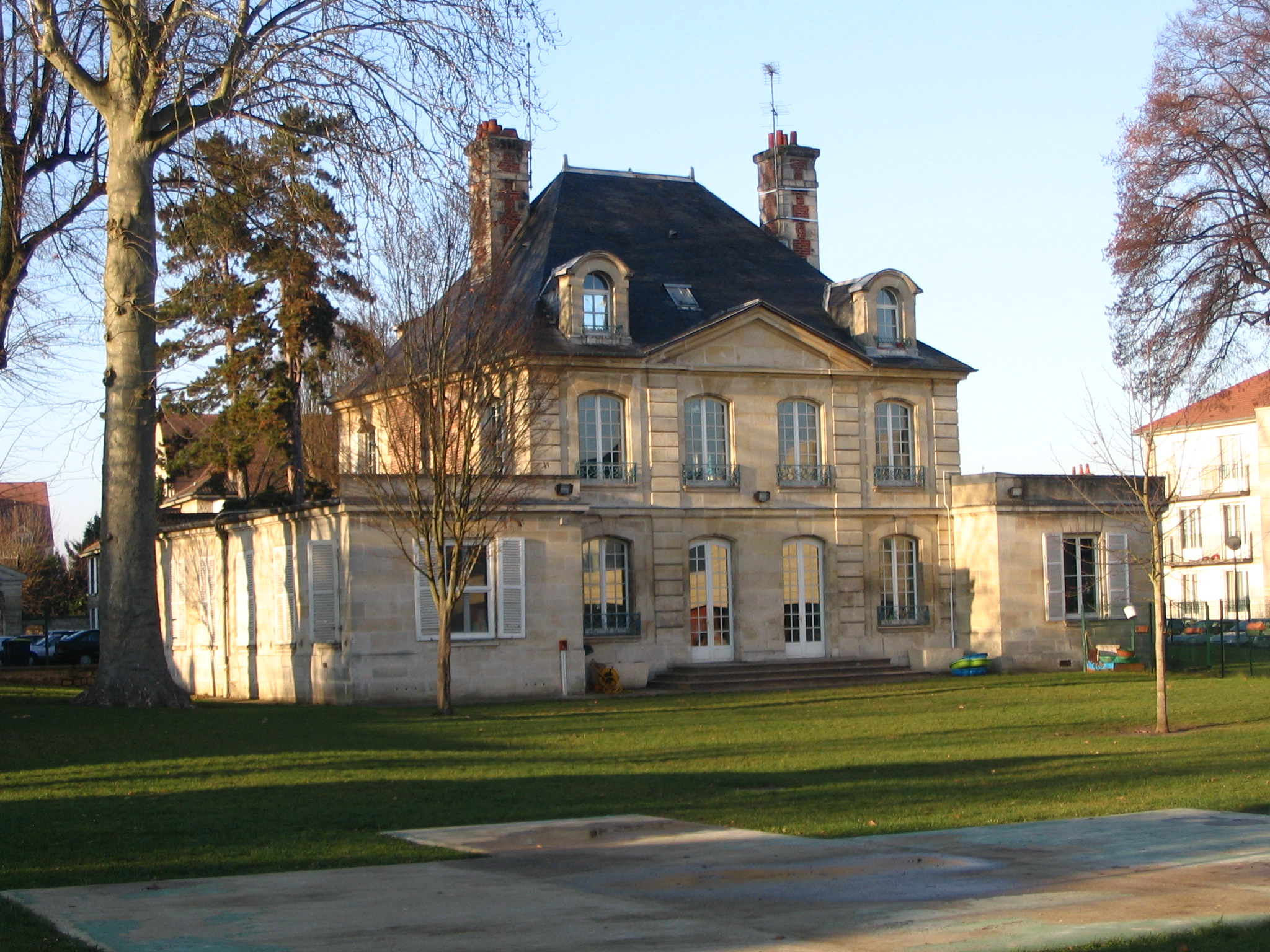
Павильон Конти
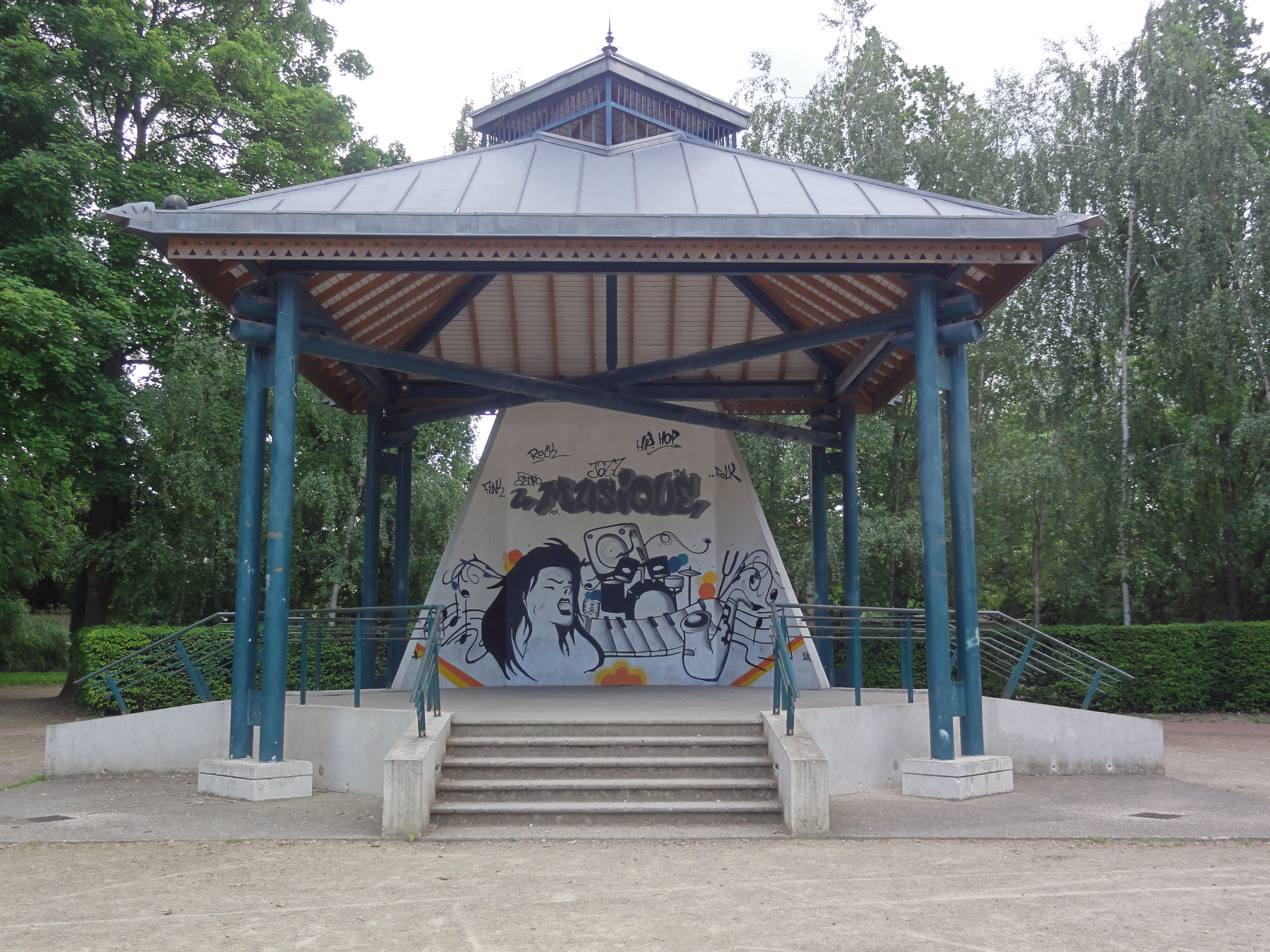
Музыкальный павильон

1. 1 2  база данных о французских коммунах — Национальный географический институт Франции, 2015.